# Comuni del Ceará

Lo Stato di Ceará, in Brasile

Segue un elenco dei 183 comuni dello stato brasiliano del Ceará.
| Comune                    | Microregione                | Mesoregione                | Area (km²) | Popolazione | Densità |
| ------------------------- | --------------------------- | -------------------------- | ---------- | ----------- | ------- |
| Abaiara                   | Brejo Santo                 | Sul Cearense               | 179,906    | 10.211      | 56,76   |
| Acarape                   | Baturité                    | Norte Cearense             | 155,188    | 14.559      | 93,82   |
| Acaraú                    | Litoral de Camocim e Acaraú | Noroeste Cearense          | 842,884    | 51.464      | 61,06   |
| Acopiara                  | Sertão de Senador Pompeu    | Sertões Cearenses          | 2.265,316  | 48.781      | 21,53   |
| Aiuaba                    | Sertão de Inhamuns          | Sertões Cearenses          | 2.434,414  | 15.212      | 6,25    |
| Alcântaras                | Meruoca                     | Noroeste Cearense          | 138,598    | 10.255      | 73,99   |
| Altaneira                 | Caririaçu                   | Sul Cearense               | 73,296     | 6.036       | 82,35   |
| Alto Santo                | Baixo Jaguaribe             | Jaguaribe                  | 1.338,743  | 18.222      | 13,61   |
| Amontada                  | Itapipoca                   | Norte Cearense             | 1.179,590  | 35.361      | 29,98   |
| Antonina do Norte         | Várzea Alegre               | Centro-Sul Cearense        | 260,101    | 6.761       | 25,99   |
| Apuiarés                  | Médio Curu                  | Norte Cearense             | 565,1      | 13.625      | 25,01   |
| Aquiraz                   | Fortaleza                   | Metropolitana de Fortaleza | 480,976    | 60.013      | 124,77  |
| Aracati                   | Litoral de Aracati          | Jaguaribe                  | 1.229,194  | 62.816      | 51,10   |
| Aracoiaba                 | Baturité                    | Norte Cearense             | 656,532    | 25.952      | 39,53   |
| Ararendá                  | Sertão de Cratéus           | Sertões Cearenses          | 344,132    | 10.600      | 30,80   |
| Araripe                   | Chapada do Araripe          | Sul Cearense               | 1.347,047  | 20.162      | 14,97   |
| Aratuba                   | Baturité                    | Norte Cearense             | 142,538    | 12.176      | 85,42   |
| Arneiroz                  | Sertão de Inhamuns          | Sertões Cearenses          | 1.066,426  | 7.284       | 6,83    |
| Assaré                    | Chapada do Araripe          | Sul Cearense               | 1.116,320  | 21.828      | 19,55   |
| Aurora                    | Barro                       | Sul Cearense               | 885,827    | 25.736      | 29,10   |
| Baixio                    | Lavras da Mangabeira        | Centro-Sul Cearense        | 146,442    | 5.765       | 39,37   |
| Banabuiú                  | Sertão de Quixeramobim      | Sertões Cearenses          | 1.079,987  | 16.431      | 15,21   |
| Barbalha                  | Cariri                      | Sul Cearense               | 479,184    | 49.274      | 102,83  |
| Barreira                  | Chorozinho                  | Norte Cearense             | 245,946    | 18.676      | 75,94   |
| Barro                     | Barro                       | Sul Cearense               | 709,655    | 20.434      | 28,79   |
| Barroquinha               | Litoral de Camocim e Acaraú | Noroeste Cearense          | 383,426    | 14.809      | 38,62   |
| Baturité                  | Baturité                    | Norte Cearense             | 308,780    | 31.388      | 101,65  |
| Beberibe                  | Cascavel                    | Norte Cearense             | 1.616,389  | 44.882      | 27,77   |
| Bela Cruz                 | Litoral de Camocim e Acaraú | Noroeste Cearense          | 841,718    | 29.252      | 34,75   |
| Boa Viagem                | Sertão de Quixeramobim      | Sertões Cearenses          | 2.836,774  | 51.792      | 18,26   |
| Brejo Santo               | Brejo Santo                 | Sul Cearense               | 661,959    | 39.238      | 59,28   |
| Camocim                   | Litoral de Camocim e Acaraú | Noroeste Cearense          | 1.123,937  | 58.079      | 51,67   |
| Campos Sales              | Chapada do Araripe          | Sul Cearense               | 1.082,771  | 25.090      | 23,17   |
| Canindé                   | Canindé                     | Norte Cearense             | 3.218,423  | 70.100      | 21,78   |
| Capistrano                | Baturité                    | Norte Cearense             | 194,797    | 16.301      | 83,68   |
| Caridade                  | Canindé                     | Norte Cearense             | 846,373    | 17.071      | 20,17   |
| Cariré                    | Sobral                      | Noroeste Cearense          | 756,893    | 18.554      | 24,51   |
| Caririaçu                 | Caririaçu                   | Sul Cearense               | 623,823    | 26.378      | 42,28   |
| Cariús                    | Várzea Alegre               | Centro-Sul Cearense        | 1.061,825  | 18.609      | 17,53   |
| Carnaubal                 | Ibiapaba                    | Noroeste Cearense          | 364,750    | 15.571      | 42,69   |
| Cascavel                  | Cascavel                    | Norte Cearense             | 837,967    | 63.570      | 75,86   |
| Catarina                  | Sertão de Inhamuns          | Sertões Cearenses          | 486,859    | 17.023      | 34,96   |
| Catunda                   | Santa Quitéria              | Noroeste Cearense          | 790,483    | 10.498      | 13,28   |
| Caucaia                   | Fortaleza                   | Metropolitana de Fortaleza | 1.297,95   | 313.584     | 255,40  |
| Cedro                     | Iguatu                      | Centro-Sul Cearense        | 725,786    | 24.618      | 33,92   |
| Chaval                    | Litoral de Camocim e Acaraú | Noroeste Cearense          | 238,228    | 12.166      | 51,07   |
| Chorozinho                | Chorozinhom                 | Norte Cearense             | 278,400    | 18.152      | 65,20   |
| Choró                     | Sertão de Quixeramobim      | Sertões Cearenses          | 815,759    | 12.650      | 15,51   |
| Coreaú                    | Sertão de Quixeramobim      | Sertões Cearenses          | 775,746    | 20.502      | 26,43   |
| Crateús                   | Sertão de Cratéus           | Sertões Cearenses          | 2.985,411  | 71.494      | 23,95   |
| Crato                     | Cariri                      | Sul Cearense               | 1.009,202  | 105.790     | 104,83  |
| Croatá                    | Ibiapaba                    | Noroeste Cearense          | 700,356    | 17.306      | 24,71   |
| Cruz                      | Litoral de Camocim e Acaraú | Noroeste Cearense          | 334,833    | 21.969      | 65,61   |
| Deputado Irapuan Pinheiro | Sertão de Senador Pompeu    | Sertões Cearenses          | 470,421    | 9.068       | 19,28   |
| Ererê                     | Serra do Pereiro            | Jaguaribe                  | 382,730    | 6.959       | 18,18   |
| Eusébio                   | Fortaleza                   | Metropolitana de Fortaleza | 78,65      | 36.394      | 475,22  |
| Farias Brito              | Caririaçu                   | Sul Cearense               | 503,574    | 19.380      | 38,48   |
| Forquilha                 | Sobral                      | Noroeste Cearense          | 516,988    | 20.012      | 38,71   |
| Fortim                    | Litoral de Aracati          | Jaguaribe                  | 280,184    | 14.067      | 50,21   |
| Frecheirinha              | Coreaú                      | Noroeste Cearense          | 181,240    | 12.822      | 70,75   |
| General Sampaio           | Médio Curu                  | Norte Cearense             | 206,198    | 6.386       | 30,97   |
| Graça                     | Sobral                      | Noroeste Cearense          | 281,890    | 15.144      | 53,70   |
| Granja                    | Litoral de Camocim e Acaraú | Noroeste Cearense          | 2.697,202  | 53.645      | 19,90   |
| Granjeiro                 | Caririaçu                   | Sul Cearense               | 100,135    | 5.703       | 57,00   |
| Groaíras                  | Sobral                      | Noroeste Cearense          | 155,963    | 9.431       | 60,47   |
| Guaiúba                   | Fortaleza                   | Metropolitana de Fortaleza | 267,203    | 22.313      | 83,51   |
| Guaraciaba do Norte       | Ibiapaba                    | Noroeste Cearense          | 611,463    | 35.906      | 58,72   |
| Guaramiranga              | Baturité                    | Norte Cearense             | 59,471     | 4.307       | 72,42   |
| Hidrolândia               | Santa Quitéria              | Noroeste Cearense          | 966,572    | 18.523      | 19,16   |
| Horizonte                 | Pacajus                     | Metropolitana de Fortaleza | 159,972    | 48.620      | 303,93  |
| Ibaretama                 | Sertão de Quixeramobim      | Sertões Cearenses          | 877,25     | 12.591      | 14,35   |
| Ibiapina                  | Ibiapaba                    | Noroeste Cearense          | 414,902    | 23.043      | 55,54   |
| Ibicuitinga               | Baixo Jaguaribe             | Jaguaribe                  | 424,242    | 11.075      | 26,11   |
| Icapuí                    | Litoral de Aracati          | Jaguaribe                  | 428,688    | 18.189      | 42,43   |
| Icó                       | Iguatu                      | Centro-Sul Cearense        | 1.871,980  | 62.885      | 33,59   |
| Iguatu                    | Iguatu                      | Centro-Sul Cearense        | 1.029,002  | 91.835      | 89,25   |
| Independência             | Sertão de Cratéus           | Sertões Cearenses          | 3.218,641  | 25.319      | 7,87    |
| Ipaporanga                | Sertão de Cratéus           | Sertões Cearenses          | 701,990    | 11.340      | 16,15   |
| Ipaumirim                 | Lavras da Mangabeira        | Centro-Sul Cearense        | 273,696    | 11.597      | 42,37   |
| Ipu                       | Ipu                         | Noroeste Cearense          | 630,468    | 38.902      | 61,70   |
| Ipueiras                  | Ipu                         | Noroeste Cearense          | 1.474,108  | 37.578      | 25,49   |
| Iracema                   | Serra do Pereiro            | Jaguaribe                  | 822,833    | 14.326      | 17,41   |
| Irauçuba                  | Sobral                      | Noroeste Cearense          | 1.461,223  | 21.787      | 14,91   |
| Itaitinga                 | Fortaleza                   | Metropolitana de Fortaleza | 150,788    | 30.200      | 200,28  |
| Itaiçaba                  | Litoral de Aracati          | Jaguaribe                  | 209,490    | 6.793       | 32,43   |
| Itapajé                   | Uruburetama                 | Norte Cearense             | 439,501    | 45.014      | 102,42  |
| Itapipoca                 | Itapipoca                   | Norte Cearense             | 1.614,682  | 106.140     | 65,73   |
| Itapiúna                  | Itapipoca                   | Norte Cearense             | 588,684    | 17.441      | 29,63   |
| Itarema                   | Litoral de Camocim e Acaraú | Noroeste Cearense          | 720,668    | 34.390      | 47,72   |
| Itatira                   | Canindé                     | Norte Cearense             | 783,347    | 15.113      | 19,29   |
| Jaguaribe                 | Médio Jaguaribe             | Jaguaribe                  | 1 876,806  | 34.409      | 18,33   |
| Jaguaretama               | Médio Jaguaribe             | Jaguaribe                  | 1.759,722  | 17.982      | 10,22   |
| Jaguaribara               | Médio Jaguaribe             | Jaguaribe                  | 668,291    | 9.951       | 14,89   |
| Jaguaruana                | Baixo Jaguaribe             | Jaguaribe                  | 867,25     | 30.720      | 35,42   |
| Jardim                    | Cariri                      | Sul Cearense               | 457,034    | 27.670      | 60,54   |
| Jati                      | Brejo Santo                 | Sul Cearense               | 312,584    | 7.102       | 22,72   |
| Jijoca de Jericoacoara    | Litoral de Camocim e Acaraú | Noroeste Cearense          | 201,858    | 15.442      | 76,50   |
| Juazeiro do Norte         | Cariri                      | Sul Cearense               | 248,558    | 240.638     | 968,14  |
| Jucás                     | Várzea Alegre               | Centro-Sul Cearense        | 937,180    | 22.778      | 24,30   |
| Lavras da Mangabeira      | Lavras da Mangabeira        | Centro-Sul Cearense        | 947,957    | 29.719      | 31,35   |
| Limoeiro do Norte         | Baixo Jaguaribe             | Jaguaribe                  | 751,535    | 52.827      | 70,29   |
| Madalena                  | Sertão de Quixeramobim      | Sertões Cearenses          | 1.034,773  | 15.950      | 15,41   |
| Maracanaú                 | Fortaleza                   | Metropolitana de Fortaleza | 105,696    | 196.422     | 1858,37 |
| Maranguape                | Fortaleza                   | Metropolitana de Fortaleza | 590,824    | 101.018     | 170,98  |
| Marco                     | Litoral de Camocim e Acaraú | Noroeste Cearense          | 574,148    | 22.742      | 39,61   |
| Martinópole               | Litoral de Camocim e Acaraú | Noroeste Cearense          | 298,948    | 10.304      | 34,47   |
| Massapê                   | Sobral                      | Noroeste Cearense          | 571,531    | 32.820      | 57,42   |
| Mauriti                   | Barro                       | Sul Cearense               | 1.111,856  | 41.384      | 37,22   |
| Meruoca                   | Meruoca                     | Noroeste Cearense          | 144,940    | 12.118      | 83,61   |
| Milagres                  | Brejo Santo                 | Sul Cearense               | 546,637    | 27.046      | 49,48   |
| Milhã                     | Sertão de Senador Pompeu    | Sertões Cearenses          | 502,036    | 14.012      | 27,91   |
| Miraíma                   | Sobral                      | Noroeste Cearense          | 699,588    | 12.042      | 17,21   |
| Missão Velha              | Cariri                      | Sul Cearense               | 651,108    | 33.448      | 51,37   |
| Mombaça                   | Sertão de Senador Pompeu    | Sertões Cearenses          | 2.119,46   | 43.394      | 20,47   |
| Monsenhor Tabosa          | Sertão de Cratéus           | Sertões Cearenses          | 886,30     | 16.550      | 18,67   |
| Morada Nova               | Baixo Jaguaribe             | Jaguaribe                  | 2.779,229  | 60.224      | 21,67   |
| Moraújo                   | Coreaú                      | Noroeste Cearense          | 415,614    | 7.982       | 19,21   |
| Morrinhos                 | Litoral de Camocim e Acaraú | Noroeste Cearense          | 408,878    | 20.455      | 50,03   |
| Mucambo                   | Sobral                      | Noroeste Cearense          | 190,538    | 13.980      | 73,37   |
| Mulungu                   | Baturité                    | Norte Cearense             | 134,594    | 9.030       | 67,09   |
| Nova Olinda               | Cariri                      | Sul Cearense               | 284,404    | 12.891      | 45,33   |
| Nova Russas               | Sertão de Cratéus           | Sertões Cearenses          | 742,76     | 30.597      | 41,19   |
| Novo Oriente              | Cariri                      | Sul Cearense               | 949,206    | 27.287      | 28,75   |
| Ocara                     | Chorozinho                  | Norte Cearense             | 765,366    | 23.340      | 30,50   |
| Orós                      | Iguatu                      | Centro-Sul Cearense        | 576,269    | 20.762      | 36,03   |
| Pacajus                   | Pacajus                     | Metropolitana de Fortaleza | 254,435    | 53.571      | 211,26  |
| Pacatuba                  | Fortaleza                   | Metropolitana de Fortaleza | 132,427    | 65.132      | 491,83  |
| Pacoti                    | Baturité                    | Norte Cearense             | 111,959    | 11.037      | 98,58   |
| Pacujá                    | Sobral                      | Noroeste Cearense          | 76,100     | 5.950       | 78,19   |
| Palhano                   | Baixo Jaguaribe             | Jaguaribe                  | 442,785    | 8.763       | 19,79   |
| Palmácia                  | Baturité                    | Norte Cearense             | 117,816    | 9.634       | 81,77   |
| Paracuru                  | Baixo Curu                  | Norte Cearense             | 303,253    | 30.595      | 100,89  |
| Paraipaba                 | Baixo Curu                  | Norte Cearense             | 301,123    | 27.823      | 92,40   |
| Parambu                   | Sertão de Inhamuns          | Sertões Cearenses          | 2.303,402  | 30.692      | 13,32   |
| Paramoti                  | Canindé                     | Norte Cearense             | 482,648    | 11.500      | 23,83   |
| Pedra Branca              | Sertão de Senador Pompeu    | Sertões Cearenses          | 1.303,273  | 41.734      | 32,02   |
| Penaforte                 | Brejo Santo                 | Sul Cearense               | 190,428    | 7.694       | 40,40   |
| Pentecoste                | Médio Curu                  | Norte Cearense             | 1.378,295  | 33.305      | 24,16   |
| Pereiro                   | Serra do Pereiro            | Jaguaribe                  | 432,881    | 15.681      | 36,22   |
| Pindoretama               | Cascavel                    | Norte Cearense             | 72,855     | 16.217      | 222,59  |
| Piquet Carneiro           | Sertão de Senador Pompeu    | Sertões Cearenses          | 587,887    | 14.746      | 25,08   |
| Pires Ferreira            | Ipu                         | Noroeste Cearense          | 242,189    | 9.492       | 39,19   |
| Poranga                   | Ipu                         | Noroeste Cearense          | 1.309,274  | 12.223      | 9,34    |
| Porteiras                 | Cariri                      | Sul Cearense               | 217,570    | 14.750      | 67,79   |
| Potengi                   | Chapada do Araripe          | Sul Cearense               | 338,723    | 9.278       | 27,39   |
| Potiretama                | Serra do Pereiro            | Jaguaribe                  | 409,238    | 6.468       | 15,80   |
| Quiterianópolis           | Sertão de Cratéus           | Sertões Cearenses          | 1.040,955  | 20.029      | 19,24   |
| Quixadá                   | Sertão de Quixeramobim      | Sertões Cearenses          | 2.019,816  | 74.660      | 36,96   |
| Quixelô                   | Iguatu                      | Centro-Sul Cearense        | 559,760    | 15.620      | 27,90   |
| Quixeramobim              | Sertão de Quixeramobim      | Sertões Cearenses          | 3.275,838  | 67.903      | 20,73   |
| Quixeré                   | Baixo Jaguaribe             | Jaguaribe                  | 616,825    | 18.556      | 30,08   |
| Redenção                  | Baturité                    | Norte Cearense             | 225,626    | 25.440      | 112,75  |
| Reriutaba                 | Ipu                         | Noroeste Cearense          | 383,119    | 19.097      | 49,85   |
| Russas                    | Baixo Jaguaribe             | Jaguaribe                  | 1.588,105  | 62.490      | 39,35   |
| Saboeiro                  | Sertão de Inhamuns          | Sertões Cearenses          | 1.383,472  | 16.005      | 11,57   |
| Salitre                   | Chapada do Araripe          | Sul Cearense               | 899,824    | 15.338      | 17,05   |
| Santa Quitéria            | Santa Quitéria              | Noroeste Cearense          | 4.260,681  | 42.222      | 9,91    |
| Santana do Acaraú         | Sobral                      | Noroeste Cearense          | 969,323    | 28.523      | 29,43   |
| Santana do Cariri         | Cariri                      | Sul Cearense               | 768,768    | 16.469      | 21,42   |
| São Benedito              | Ibiapaba                    | Noroeste Cearense          | 338,149    | 43.196      | 127,74  |
| São Gonçalo do Amarante   | Baixo Curu                  | Norte Cearense             | 834,394    | 40.174      | 48,15   |
| São João do Jaguaribe     | Baixo Jaguaribe             | Jaguaribe                  | 280,436    | 8.344       | 29,75   |
| São Luís do Curu          | Médio Curu                  | Norte Cearense             | 122,420    | 11.906      | 97,26   |
| Senador Pompeu            | Sertão de Senador Pompeu    | Sertões Cearenses          | 1.002,127  | 27.459      | 27,42   |
| Senador Sá                | Sobral                      | Noroeste Cearense          | 430,580    | 6.270       | 14,56   |
| Sobral                    | Sobral                      | Noroeste Cearense          | 83,32      | 175.814     | 82,81   |
| Solonópole                | Sertão de Senador Pompeu    | Sertões Cearenses          | 1.536,158  | 17.011      | 11,07   |
| Tabuleiro do Norte        | Baixo Jaguaribe             | Jaguaribe                  | 861,94     | 28.181      | 32,70   |
| Tamboril                  | Sertão de Cratéus           | Sertões Cearenses          | 1.961,634  | 25.445      | 12,97   |
| Tarrafas                  | Várzea Alegre               | Centro-Sul Cearense        | 454,390    | 8.397       | 18,48   |
| Tauá                      | Sertão de Inhamuns          | Sertões Cearenses          | 4.018,188  | 53.731      | 13,37   |
| Tejuçuoca                 | Médio Curu                  | Norte Cearense             | 750,605    | 15.092      | 20,11   |
| Tianguá                   | Ibiapaba                    | Noroeste Cearense          | 908,893    | 64.297      | 70,74   |
| Trairi                    | Itapipoca                   | Norte Cearense             | 924,555    | 48.092      | 52,02   |
| Tururu                    | Uruburetama                 | Norte Cearense             | 192,548    | 13.266      | 68,90   |
| Ubajara                   | Ibiapaba                    | Noroeste Cearense          | 421,037    | 29.344      | 69,69   |
| Umari                     | Lavras da Mangabeira        | Centro-Sul Cearense        | 263,917    | 7.576       | 28,71   |
| Umirim                    | Uruburetama                 | Norte Cearense             | 326,496    | 18.003      | 55,14   |
| Uruburetama               | Uruburetama                 | Norte Cearense             | 97,10      | 19.206      | 197,78  |
| Uruoca                    | Coreaú                      | Noroeste Cearense          | 696,770    | 12.697      | 18,22   |
| Varjota                   | Ipu                         | Noroeste Cearense          | 179,255    | 16.851      | 94,01   |
| Viçosa do Ceará           | Ibiapaba                    | Noroeste Cearense          | 1.311,592  | 52.368      | 39,93   |
| Várzea Alegre             | Várzea Alegre               | Centro-Sul Cearense        | 835,706    | 36.367      | 43,52   |